# Joseph De Craecker
Joseph Ghislain Henri Maria De Craecker (Anvers, 19 de gener de 1891 – 23 d'octubre de 1975) va ser un tirador d'esgrima belga que va competir en els anys posteriors a la Primera Guerra Mundial.
El 1920 va prendre part en els Jocs Olímpics d'Anvers, on disputà dues proves del programa d'esgrima. En la prova d'espasa per equips guanyà la medalla de plata, mentre en la de espasa individual quedà eliminat en sèries.
El 1924, als Jocs de París, disputà una sola prova del programa d'esgrima, la d'espasa per equips, en què revalidà la medalla de plata.